# 2012년 하계 올림픽 베트남 선수단
베트남은 2012년 7월 27일에서 8월 12일까지 영국 런던에서 열린 제30회 하계 올림픽에 참가했다.

## 출전 선수
| 종목     | 남자 | 여자 | 전체 |
| -------- | ---- | ---- | ---- |
| 육상     | 0    | 2    | 2    |
| 배드민턴 | 1    | 0    | 1    |
| 펜싱     | 1    | 0    | 1    |
| 체조     | 1    | 2    | 3    |
| 유도     | 0    | 1    | 1    |
| 조정     | 0    | 2    | 2    |
| 사격     | 1    | 1    | 2    |
| 수영     | 0    | 1    | 1    |
| 태권도   | 1    | 1    | 2    |
| 역도     | 1    | 1    | 2    |
| 레슬링   | 0    | 1    | 1    |
| 전체     | 6    | 12   | 18   |

## 수영
남자
| 선수 | 세부 종목 | 예선 | 예선 | 준결선 | 준결선 | 결선 | 결선      |
| 선수 | 세부 종목 | 기록 | 순위 | 기록   | 순위   | 기록 | 최종 순위 |

## 같이 보기
- 올림픽 베트남 선수단